# ميغيل رومان (عالم)
ميغيل رومان (بالإنجليزية: Miguel Roman)‏ هو عالم أمريكي، ولد في 1981 في سان خوان في الولايات المتحدة.